# Poni
Le Poni est une des 45 provinces du Burkina Faso du Burkina Faso, située dans la région du Sud-Ouest.

## Géographie

### Situation
La province, située dans le sud-ouest du pays, est limitrophe de la Côte d'Ivoire et du Ghana.

### Démographie
- En 1996, la province comptait 195 900 habitants recensés (26,22 hab./km2)[3],[4].
- En 1997, la province comptait 196 568 habitants estimés (26,31 hab./km2).
- En 2003, la province comptait 239 029 habitants estimés (31,99 hab./km2)[5].
- En 2006, la province comptait 254 371 habitants recensés (34,04 hab./km2)[6].
- En 2010, la province comptait 285 922 habitants estimés (38,27 hab./km2)[7].
- En 2019, la province comptait 355 665 habitants recensés (47,60 hab./km2)[2].

### Principales localités
Ne sont listées ici que les localités de la province ayant atteint au moins 1 500 habitants dans les derniers recensements (ou estimations de source officielles). Les données détaillées par ville, secteur ou village du dernier recensement général de 2019 ne sont pas encore publiées par l'INSD (en dehors des données préliminaires par département).
| Ville ou village        | Coordonnées                 | Altitude | Population  | Population  |
| Ville ou village        | Coordonnées                 | Altitude | 1996        | 2006        |
| ----------------------- | --------------------------- | -------- | ----------- | ----------- |
| Gaoua                   | 10° 19′ 46″ N, 3° 10′ 41″ O | m        | 16 424 hab. | 25 104 hab. |
| Kampti                  | 10° 09′ 19″ N, 3° 27′ 10″ O | m        | 7 468 hab.  | 2 123 hab.  |
| Loropéni                | 10° 17′ 58″ N, 3° 31′ 47″ O | m        | 3 556 hab.  | 5 188 hab.  |
| Fofora                  | 10° 09′ 22″ N, 3° 29′ 06″ O | m        | hab.        | 2 969 hab.  |
| Bouroum-Bouroum         | 10° 32′ 11″ N, 3° 14′ 07″ O | m        | 2 382 hab.  | 2 855 hab.  |
| Djigoué                 | 10° 03′ 09″ N, 3° 49′ 08″ O | m        | 1 205 hab.  | 2 266 hab.  |
| Tompéna                 |                             | m        | 242 hab.    | 2 232 hab.  |
| Koro                    | 10° 36′ 04″ N, 3° 35′ 42″ O | m        | 1 046 hab.  | 2 043 hab.  |
| Bawé-Dara (ou Baoudara) |                             | m        | 193 hab.    | 1 928 hab.  |
| Hélintira               |                             | m        | 861 hab.    | 1 651 hab.  |
| Gongoné                 |                             | m        | 13 hab.     | 1 642 hab.  |
| Nako                    | 10° 32′ 11″ N, 3° 14′ 07″ O | m        | 1 332 hab.  | 1 540 hab.  |

## Administration

### Chef-lieu et haut-commissariat
La ville de Gaoua est le chef-lieu de la province, administrativement dirigée par un haut-commissaire, nommé par le gouvernement et placé sous l’autorité du gouverneur de la région. Le haut-commissaire coordonne l’administration locale des préfets nommés dans chacun des départements. La ville est également le chef-lieu de la région.
| Période        | Période  | Identité              | Fonction précédente  | Observation |
| -------------- | -------- | --------------------- | -------------------- | ----------- |
| 8 juillet 2016 | En cours | M. Ram Joseph Kafando | Administrateur civil | [ 8 ]       |

| Période        | Période     | Identité           | Fonction précédente  | Observation |
| -------------- | ----------- | ------------------ | -------------------- | ----------- |
| 8 juillet 2016 | 3 juin 2020 | M. Seydou Ouattara | Administrateur civil | [ 8 ]       |
| 3 juin 2020    | En cours    | M. Réné Karambiri  | Administrateur civil | [ 1 ]       |

### Départements ou communes

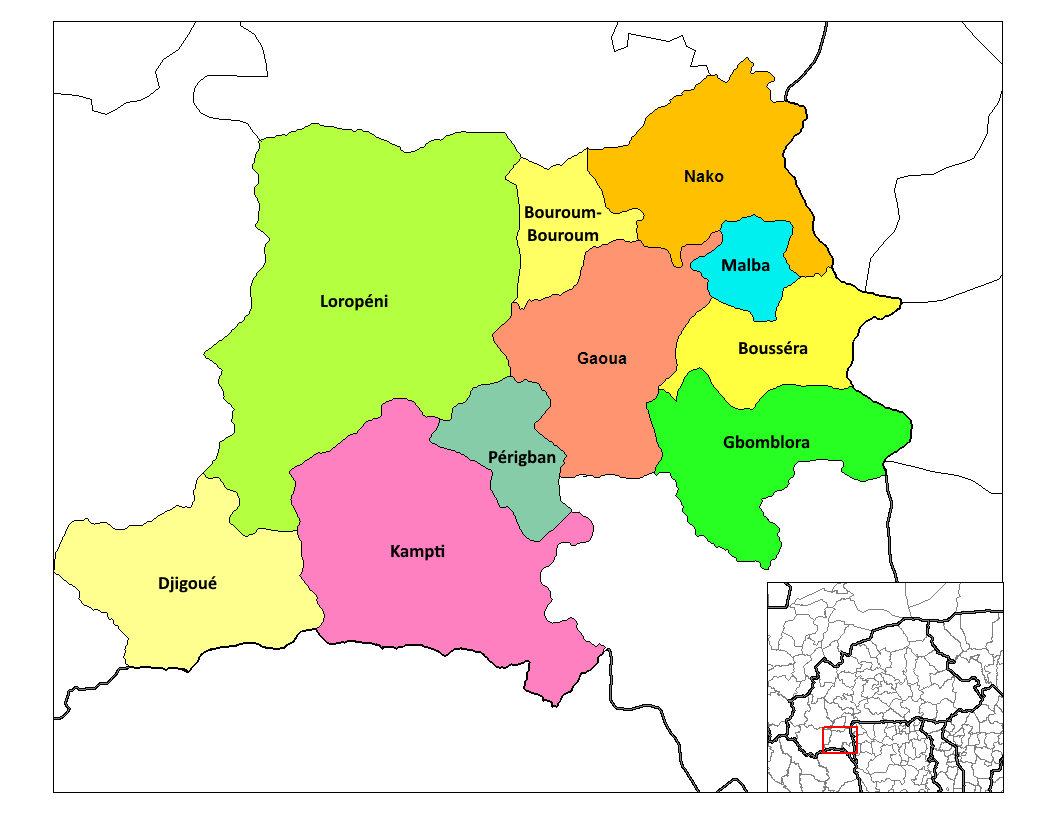
Carte des dix départements ou communes de la province du Poni, formant également le district sanitaire de Gaoua.

La province du Poni est administrativement composée de dix départements ou communes.
Neuf sont des communes rurales, Gaoua est une commune urbaine dont la ville chef-lieu, subdivisée en huit secteurs urbains, est également chef-lieu de la province et de la région :
| Département ou commune      | Type de commune             | Subdivisions,                        | Chef-lieu                                  | Population | Population | Population |
| Département ou commune      | Type de commune             | Subdivisions,                        | Chef-lieu                                  | Est. 2003  | Rec. 2006  | Rec. 2019  |
| --------------------------- | --------------------------- | ------------------------------------ | ------------------------------------------ | ---------- | ---------- | ---------- |
| Bouroum-Bouroum             | rurale                      | 15 villages                          | Bouroum-Bouroum                            | 10 148     | 10 231     | 13 929     |
| Bousséra                    | rurale                      | 57 villages                          | Bousséra                                   | 18 265     | 17 834     | 18 132     |
| Djigoué                     | rurale                      | 28 villages                          | Djigoué                                    | 21 701     | 20 319     | 39 224     |
| Gaoua                       | urbaine                     | 1 ville (8 secteurs) et 56 villages  | Gaoua (chef-lieu de province et de région) | 48 385     | 52 733     | 77 973     |
| Gbomblora                   | rurale                      | 76 villages                          | Gbomblora                                  | 21 219     | 18 793     | 25 161     |
| Kampti                      | rurale                      | 114 villages                         | Kampti                                     | 41 902     | 43 850     | 64 883     |
| Loropéni                    | rurale                      | 70 villages                          | Loropéni                                   | 40 409     | 45 191     | 61 919     |
| Malba                       | rurale                      | 34 villages                          | Malba                                      | 10 275     | 11 399     | 12 677     |
| Nako                        | rurale                      | 78 villages                          | Nako                                       | 26 725     | 27 916     | 31 843     |
| Périgban (ou Pérignan)      | rurale                      | 29 villages                          | Périgban (ou Pérignan)                     | 8 124      | 8 665      | 9 924      |
| 10 départements ou communes | 10 départements ou communes | 1 ville (8 secteurs) et 557 villages | Total                                      | 239 029    | 256 931    | 355 665    |

## Santé et éducation
Les dix communes de la province forment le district sanitaire de Gaoua au sein de la région.